# Nokia 1110
A Nokia 1110 és 1110i két mobiltelefon. Az 1110-et 2005-ben, az 1110i-t 2006-ban mutatták be. Mindkét modell az új mobiltelefon-felhasználókat célozza meg. A Nokia szerint az 1110i könnyen használható, megbízható és alacsony árú. Ezek a telefonok hasonlítanak a Nokia 1100-ra.

## Paraméretek
- Méret:	104 x 44 x 17 mm
- Tömeg:	80 g

## Tulajdonságok
- Integrált antenna
- Három beépített játék
- Monokróm kijelző
- Négyállású navigációs gomb
- 5 órás beszélgetési idő